# 육군항공학교
육군항공학교(陸軍航空學校, Army Aviation School)는 대한민국 육군 항공대의 군사항공 교육훈련기관이다. 1957년 1월 1일에 설립되었으며, 육군훈련소와 거리가 가까운 충청남도 논산시 노성면 송당리에 위치하고 있다.

## 역대 학교장
- 제 25대 준장 백성묵, 1991년 6월 25일 ~ 1993년 11월 4일
- 제 26대 대령 박홍주, 1993년 11월 5일 ~ 1994년 11월 4일
- 제 27대 준장 장배현, 1994년 11월 4일 ~ 1996연 11월 22일
- 제 28대 준장 양상현, 1996년 11월 26일 ~ 1999년 4월 13일
- 제 29대 소장 김진호, 1999년 4월 14일 ~ 2002년 4월 16일
- 제 30대 소장 김응수, 2002년 4월 16일 ~ 2004년 6월 14일
- 제 31대 소장 백병기, 2004년 6월 14일 ~ 2006년 6월 26일
- 제 32대 소장 이태만, 2006년 6월 26일 ~ 2008년 4월 8일
- 제 33대 소장 배명헌, 2008년 4월 9일 ~ 2009년 12월 2일
- 제 34대 소장 이덕춘, 2009년 12월 9일 ~ 2011년 11월 18일
- 제 35대 준장 장대상, 2011년 11월 28일 ~ 2014년 4월 28일
- 제 36대 준장 홍덕표, 2014년 4월 29일 ~ 2016년 12월 9일
- 제 37대 준장 이상윤, 2016년 12월 9일
- 제 38대 준장 이상명, ~ 2018년 12월
- 제 39대 소장 강선영, 2018년 12월 ~ 2019년 11월
- 제 40대 준장 조재식, 2019년 11월
- 제 41대 준장 양윤석, 2024년 4월
- 제 42대 준장 강부봉, 2024년 4월 ~ 2024년 11월
- 제 43대 준장 김득봉, 2024년 11월 ~

## 참고
- “육군항공학교령”. 국가법령정보센터. 1970년 4월 10일. 2015년 1월 23일에 확인함.